# Dolle (Börde)
Dolle is een plaats en voormalige gemeente in de Duitse deelstaat Saksen-Anhalt, en maakt deel uit van de Landkreis Börde.
Dolle telt 571 inwoners.